# 새뮤얼 존슨 (교육자)

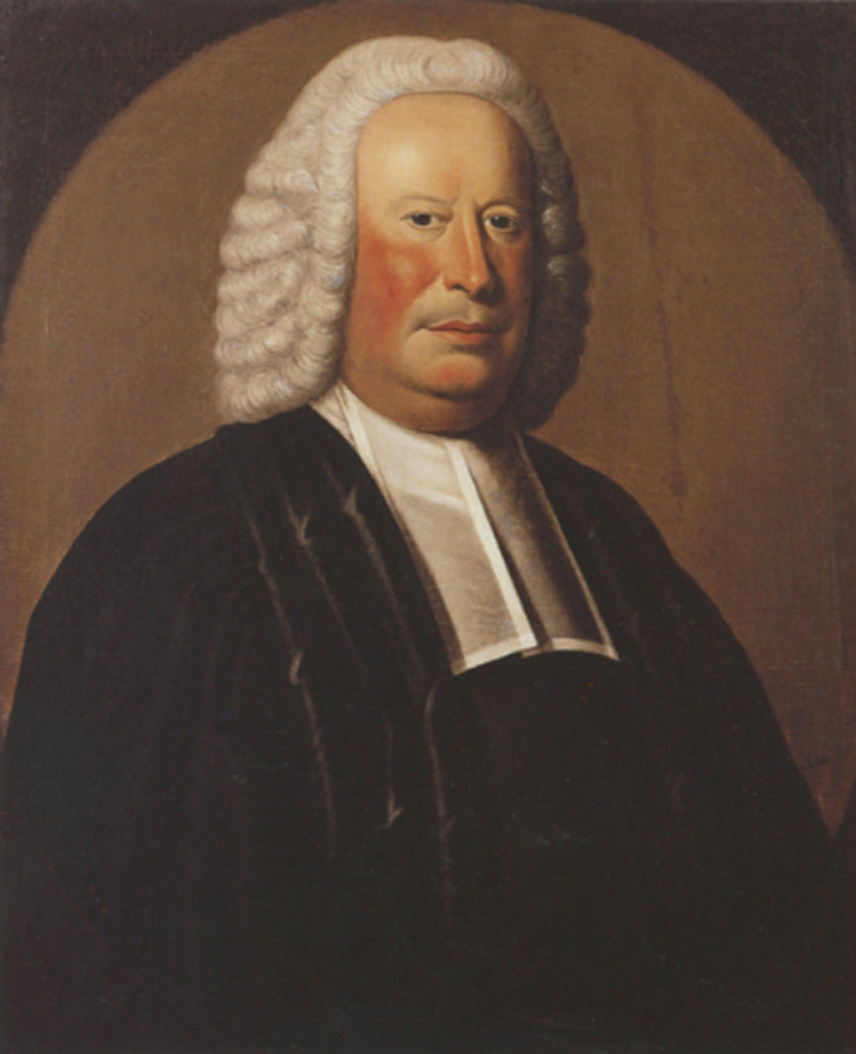
새뮤얼 존슨

새뮤얼 존슨(Samuel Johnson, 1696년 10월 14일 ~ 1772년 1월 6일)은 미국의 성직자, 교육자이며, 지금의 컬럼비아 대학교의 전신인 킹스 칼리지의 초대 총장이다.
미국 최초의 철학자로 알려져 있으며, 미국 계몽주의운동에 큰 역할을 하였다.
그는 최초로 미국의 철학 교과서를 저작하였으며, 조지 버클리의 친구로 영향을 받아 영국의 철학을 미국에 소개하는 데 막대한 영향을 끼쳤다.
또한 윌리엄 에임스의 Technometry의 영향을 받았다.